# 八瑤灣事件
八瑤灣事件，或稱八瑤灣琉球人事件、琉球漂民事件、宮古島民臺灣遇害等，发生于公元1871年，是琉球國第二尚氏王朝末期，琉球的船隊繳完年貢从首里回到宮古島途中，遇颱風上岸，在臺灣東南部高士佛社、牡丹社、竹社之交界處被部落聯盟視為入侵者而處決的事件。船上69人當中3人溺死，54人因故被臺灣排灣族馘首，僅12人生還回國。事件引起日本帝國出兵攻打臺灣南部原住民部落，即牡丹社事件，也是清朝與日本在近代史上第一次的重要外交事件。在日本被称作宮古島島民遭難事件、琉球漂流民殺害事件等。

## 事件經過

### 遭遇颱風
在琉球國時代，宮古島、八重山群島等外島要把徵集到的年貢上繳首里王府。1871年（清同治十年，日本明治4年）十月十八日，兩艘宮古島及兩艘八重山商船上繳年貢後從那霸出發歸航，途中在慶良間島停留十日後，在靠近宮古島前碰上突發性之颱風，其中一艘船從此下落不明，一艘漂流至臺灣東南部八瑤灣（排灣語：Padiyudr，今屏東縣滿州鄉九棚一帶）一帶，其中兩人溺死，一人失蹤，其餘66人上岸，並約定要一起行動，他們所乘之大帆船被巨浪打上岩石而損壞，無法再啟航）。

### 上岸遇劫
船已經毀壞，他們暫時無法回鄉，只好深入異域求生。他們先碰見兩名漢人，彼此用手語溝通，該兩名漢人向他們表示向西方前進有「大耳之鬼」（原住民）居住，並指原住民生性兇猛，建議他們向南方前進。於是他們就跟那兩名漢人向南前進，走了約一里路程，該兩名漢人臉色一轉，搶走他們的衣服物品等。他們害怕出事，任由兩人搜掠。兩名漢人把一些搬運不便之物件匯集一處，以木牌為記，方便日後來取。此時日暮，兩人就指示琉球人到一石穴過夜。但該石穴面積不大，琉球人恐怕不足66人留宿，就和兩人爭辯起來。兩人就恐嚇他們，說不聽話就不管他們死活。琉球人認為此二人不可信任，就不依他們指示南行，改為西行。

### 欲逃遭誅
他們當晚露宿林中，沒有吃過任何食物，空腹摸黑前行。翌日早上偷挖田裡的番薯充飢，再向西再走三里路，遇見路旁有四至五名耳朵垂肩的排灣族原住民正在圃圍內工作。琉球人以手語跟排灣族人溝通，排灣族人就給他們米飯和芋頭粥、番薯等充飢，又讓他們住宿在頭目的梯屋房間。依照高士佛社習俗，外人喝了族人家中的水就不再是敵人。隔天其中五六名持槍的排灣族人表示自己準備外出打獵，要琉球人留在屋內等候，不得外出。琉球人害怕排灣族人對他們不利，決定離開，卻被排灣族人阻止。於是他們以三、五人為一組分開逃跑，然後會合。
由於琉球人不辭而別，排灣族人認為他們不尊重自己，又覺得他們可能是海盜集團的間諜，怕日後引來海盜攻擊，就出去追擊他們。琉球人會合後於一處小溪旁喝水休息時，六至七名排灣族人從草叢中追趕過來，嚴厲質問琉球人為何不辭而別，琉球人就涉溪逃跑。不久見有人家，就到其中一房子窺探，猶幸鄧姓屋主通曉官話並與其對話流暢，他們就安心進去休息。其兒子鄧天保說可以幫他們記下姓名送到府城等候救援。另外有位在當地經營交易的商人凌老生也願意保護他們。當其中一名琉球人仲本加奈正在填寫眾人姓名時，約三十名排灣族人追到，趁著凌老生正在與排灣族頭領交涉之際，排灣族人成功找到琉球人並分次帶出屋外處決，這時其中一名被帶出去的琉球人新城朝憲衝回院內高呼警告其餘琉球人逃跑，說完後隨即被殺。而包括仲本加奈、島袋次良、島袋龜在內無法逃出的九名琉球人就躲在凌老生家。54人被殺後，牡丹社的排灣族人又趕到現場繼續追查逃走的12人。

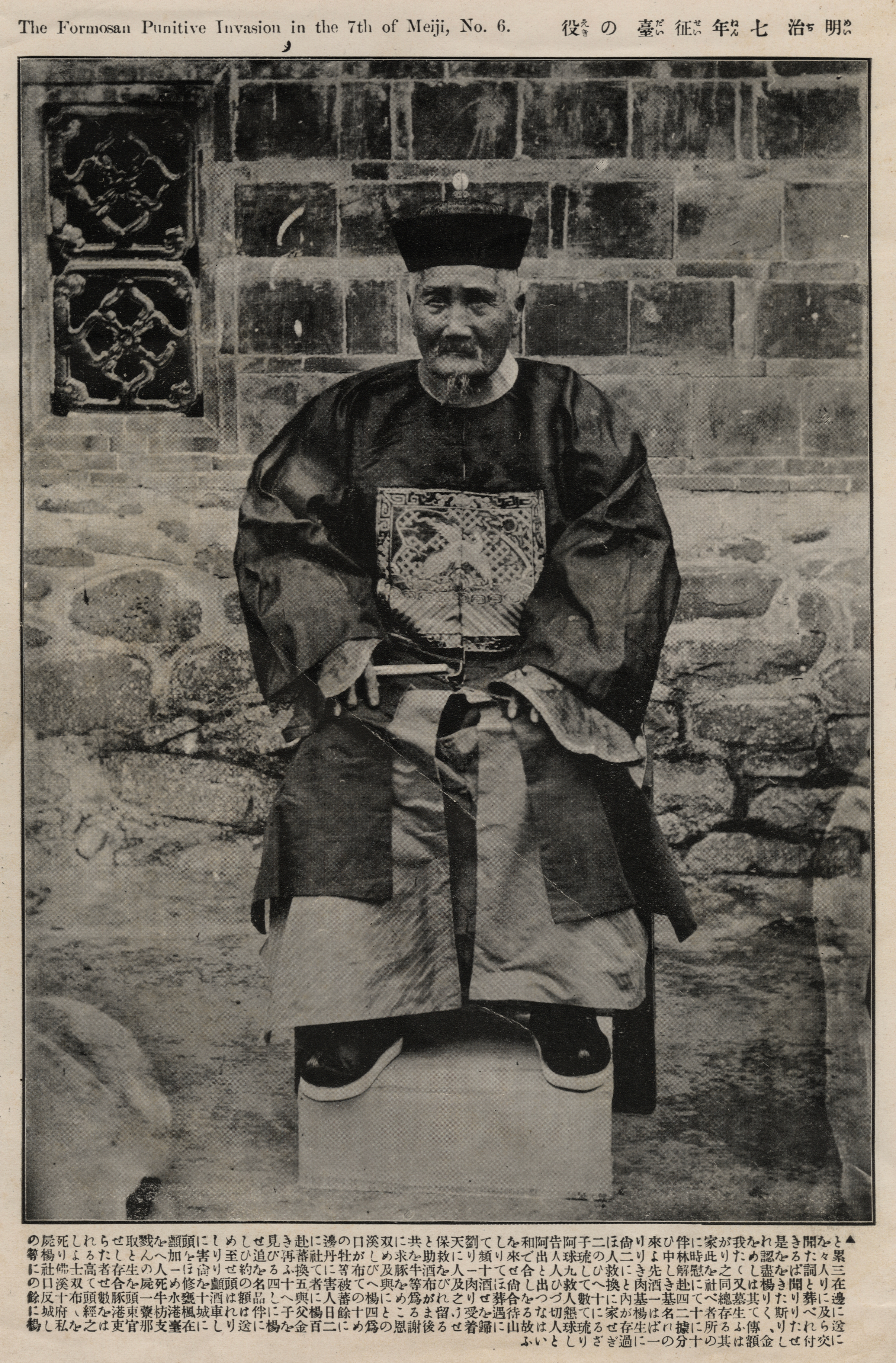
楊友旺

### 獲得保護
翌日，鄧天保趕到保力庄會見村長楊友旺，楊友旺得知此事件，就和兒子楊阿才（一作楊阿告）、姪子楊阿和跟鄧天保回家。至石門雙溪口便見屍體累累，此時又有兩名琉球人求救，楊友旺即答應保護。來到鄧家就見到多名原住民要求老翁交出侵略者。
經過楊友旺一行人與牡丹社人協商後，以錢幣四五枚、布六匹、水牛一頭、豬數頭及酒十甕給予交換補償。又傳聞有一逃跑之琉球人在竹社被捕，由鄧天保及楊友旺出面以酒肉交換才將他救出。牡丹社人返回四重溪上游的石門雙溪口時發現高士佛人已經離開現場，牡丹社人就將54名死者的人頭砍下（出草），吊掛在一棵大雀榕上（今牡丹鄉石門托兒所旁邊），祭拜後帶回牡丹社以及尼乃社的頭顱架上作為祭品。
事件中被殺的54人當中包括仲宗根豐見親（忠導氏玄雅）十四世孫仲宗根玄安，生還的12人逗留楊友旺家共四十餘日，到十二月廿二再由楊阿才陪同離開恆春到達鳳山，由鳳山官府的護送，至廿九日轉達臺灣府城（今台南市），再由臺灣府官船送達福州琉球館乘船歸國。至翌年六月才回到琉球那霸。54具無頭屍體則由鄧天保集中葬在雙溪口河旁四座墓中，一座合葬十餘名，由保力庄人林阿九負責管理。後來又遷葬至統埔庄南郊，並供祀每年祭拜。頭骨由排灣族人依照他們的傳統習俗帶到部落的頭骨架中擺祀。
島袋次良平安返回首里後曾託人帶兩百銀圓給事件中的救助者，以答謝救命之恩，但是大部份都被清國的貪污官吏中飽私囊，送到他們手中的謝銀連二十圓都沒有。據伊能嘉矩《臺灣文化志》所載，琉球人回故鄉後，為謝恩贈送楊家二百金，然而在清國官員「中飽」後，交付楊家實額，「不過十分之一」。

## 牡丹社事件與琉球國滅亡

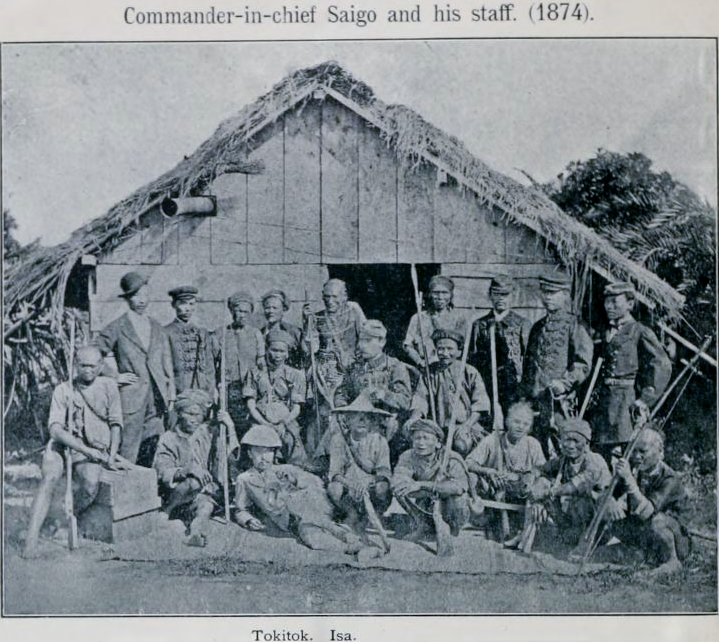
石門戰役後，日軍指揮官西鄉從道（Saigo）與排灣族領袖合影。左坐者為卓杞篤之子朱雷、中坐者為西鄉、右坐者為一色。

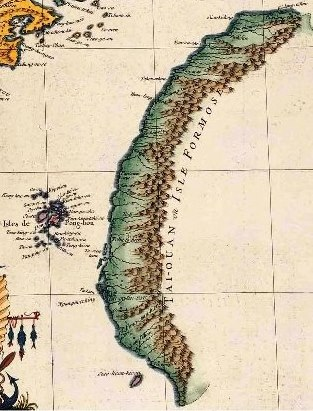
法國人所繪清廷實際控制區域（土牛界線以西）

當時琉球人漂流臺灣，遭臺灣原住民出草殺害的事件屢見不鮮，通常的處理方式是清廷依例救助及保護，琉球則於事後發諮文謝恩，其他責任一概不予追究，此事件也不例外，不料卻間接導致琉球國的滅亡。琉球國雖為清朝的朝貢國，卻又同時向日本薩摩藩朝貢，處於「兩屬」地位。日本廢藩置縣後，薩摩藩被廢，改置鹿兒島縣，琉球因為兩屬地位而暫時未被日本吞併。日本官員伊地知貞馨、大山綱良、樺山資紀等得知琉球人遇難事件後就積極建議日本出兵台灣。1872年3月，日本派遣外務卿副島種臣以「中國派遣特命全權大臣」的身分前往中國，針對琉球人遇害事件試探清廷的態度。清朝總理衙門大臣吏部尚書毛昶熙及戶部尚書董恂主張遇害之琉球人皆已接受中國之撫卹及遣返處理，此事件與日本無關。副島種臣則強調琉球為其屬地，又陳述小田縣民遇害的詳情，並且問為何清朝不懲辦台番，毛、董則以「生番」（不順服清廷的台灣原住民）不服王化為理由推搪。又說：「生番係我化外之民，問罪與否，聽憑貴國辦理。」「化外之民」的說法成為日本出兵台灣的依據，是次出兵是為「牡丹社事件」。
日本之出兵遭到清廷抗議，清廷認為這是侵略了清國的領土主權，違反《中日修好條規》，要求日本立即由台灣撤軍。日本則派柳原前光為駐清公使進行交涉，尋求斷絕琉球兩屬之關係。柳原前光堅持所佔之地是清朝主權未及之「無主野蠻」之地，日本當擁有先佔權。後來日本又命內務卿大久保利通為特命全權辦理大臣前往清國解決事件，但清日雙方一直爭持不下，互不讓步。最後在駐清英國公使威妥瑪之仲裁下，雙方達成協定，並於九月廿二（10月31日）簽訂《北京專約》，共有三條：

一、日本國此次所辦，原為保民義舉起見，中國不指以為不是。

二、前次所有遇害難民之家，中國定給撫卹銀兩，日本所有在該處修道、建房等件，中國願留自用，先行議定籌補銀兩，另有議辦之據。

三、所有此事兩國一切來往公文，彼此撤回註銷，永為罷論。至於該處生番，中國自宜設法妥為約束，不能再受兇害。

《北京專約》簽訂後，以西鄉從道為首的征台日軍依約準備撤出台灣的前夕，日本陸軍少佐福島九成與書記吳碩向沈葆楨提出五條辦法，其中一條為「我國人民，在生番被殺死者，遺骸現就當時收埋之舊址，更建墓碑表之。將來如有親戚朋友人等航客就近港口之際，若欲藉便登岸掃祭者， 務望使其即日登岸拜奠而歸」。沈葆楨以為墓塚是為陣亡日軍所建，便答應日本代表的請求。至墓塚即將完工，沈葆楨詢問福島九成為何不將兵卒屍首運回日本，日方才托出所埋為琉球人遺骸。而建墓材料早在沈葆楨同意前購入，建墓是日方早有預謀將雙溪口河旁的五四名琉球民墓改建葬在車城統埔。而墓碑上刻有「大日本琉球藩民五十四名墓」之大字則表示琉球屬於日本。西鄉從道又將其中44名被排灣族人「出草」、預定交付中國官員的死者頭顱帶回，阻止原本循福州琉球館處置相關事務的舊例，交由鹿兒島縣負責琉球藩官員交給琉球王府，用意在於向琉球王府證明已達成懲罰及報復之任務和宣告琉球地位形同日本之藩國。而《北京專約》中撫恤銀之支付對象被稱為「日本國屬民」，而日本政府又將出兵報復琉球人遇害事件稱為「保民義舉」，讓「琉球人」形同「日本國屬民」，將條文詮釋為中國已承諾琉球屬於日本領土。頭骨先被葬於那霸若狹「上之毛」。至1898年3月，又移葬至波之上護國寺。
另一方面，明治天皇密令大山綱良，以日本王政維新的名義，要求琉球遣使赴東京慶賀，明治天皇接見琉球國尚泰王派遣之使臣尚健（伊江王子朝直）、向有恆（宜灣親方朝保）前往東京慶賀，琉球方面並不知日本之意圖。明治天皇召見了使臣後，頒佈了詔書，改琉球國為琉球藩，並冊封尚泰為藩王，是為「第一次琉球處分」。至1875年，日本強逼琉球終止向中國朝貢，復在1879年迫使琉球國王尚泰移住東京，正式吞併琉球，是為「第二次琉球處分」。

## 遇害者及生還者名單
船上的人員皆為琉球國官員或宮古島地方政府人員或士族、商人等，其資料如下：
| 名稱       | 姓氏   | 職務             | 籍貫           | 狀況                         |
| 仲宗根玄安 | 忠導姓 | 頭               | 宮古島平良     | 死亡                         |
| 棚原玄永   | 忠導姓 | 國仲與人         | 宮古島平良     | 死亡                         |
| 保榮茂玄寬 | 忠導姓 | 砂川與人         | 宮古島平良     | 死亡                         |
| 高江洲良與 | 馬續姓 | 比嘉與人         | 宮古島平良     | 死亡                         |
| 奧平仁屋   | 不詳   | 前里目差         | 宮古島平良     | 死亡                         |
| 高江洲仁屋 | 不詳   | 元砂川目差       | 宮古島平良     | 死亡                         |
| 棚平玄教   | 忠導姓 | 筆者             | 宮古島平良     | 死亡                         |
| 保榮茂玄慶 | 忠導姓 | 筆者             | 宮古島平良     | 死亡                         |
| 高江洲仁屋 | 不詳   | 筆者             | 宮古島平良     | 死亡                         |
| 平良惠盛   | 白川姓 | 筆者             | 宮古島平良     | 死亡                         |
| 津嘉山惠恆 | 白川姓 | 筆者             | 宮古島平良     | 死亡                         |
| 添石仁屋   | 不詳   | 筆者             | 宮古島平良     | 死亡                         |
| 稻福仁屋   | 不詳   | 筆者             | 宮古島平良     | 死亡                         |
| 嵩原仁屋   | 不詳   | 筆者             | 宮古島平良     | 死亡                         |
| 安谷屋良政 | 馬續姓 | 筆者             | 宮古島平良     | 死亡                         |
| 山內仁屋   | 不詳   | 筆者             | 宮古島平良     | 死亡                         |
| 山內仁屋   | 不詳   | 筆者             | 宮古島平良     | 死亡                         |
| 志多伯仁屋 | 不詳   | 筆者             | 宮古島平良     | 死亡                         |
| 池村仁屋   | 不詳   | 馬方筆者         | 宮古島平良     | 死亡                         |
| 松川金     | 無     | 供（頭隨行）     | 宮古島平良     | 死亡                         |
| 前川屋真   | 無     | 供（頭隨行）     | 宮古島平良     | 死亡                         |
| 濱川金     | 無     | 供（頭隨行）     | 宮古島平良     | 死亡                         |
| 前泊金     | 無     | 供 （頭隨行）    | 宮古島平良     | 死亡                         |
| 普天間金   | 無     | 供（頭隨行）     | 宮古島伊良部村 | 死亡                         |
| 佐久本計座 | 無     | 供（頭隨行）     | 宮古島伊良部村 | 死亡                         |
| 池間金     | 無     | 供（頭隨行）     | 宮古島伊良部村 | 死亡                         |
| 仲地屋真   | 無     | 供（頭隨行）     | 宮古島伊良部村 | 死亡                         |
| 長濱蒲     | 無     | 供（頭隨行）     | 宮古島平良     | 死亡                         |
| 内間加阿良 | 無     | 供（頭隨行）     | 宮古島平良     | 死亡                         |
| 內間屋真   | 無     | 供（頭隨行）     | 宮古島平良     | 死亡                         |
| 川滿金     | 無     | 供（與人隨行）   | 宮古島下地村   | 死亡                         |
| 前里蒲戶   | 無     | 供（與人隨行）   | 宮古島白邊村   | 死亡                         |
| 島尻茶武   | 無     | 供（與人隨行）   | 宮古島下地村   | 死亡                         |
| 野原茶武   | 無     | 供（與人隨行）   | 宮古島下地村   | 死亡                         |
| 佐久川松   | 無     | 供（與人隨行）   | 宮古島下地村   | 死亡                         |
| 川滿金     | 無     | 供（與人隨行）   | 宮古島下地村   | 死亡                         |
| 親泊仁屋   | 不詳   | 從內（頭隨行）   | 宮古島平良     | 死亡                         |
| 狩俣仁屋   | 不詳   | 從內（頭隨行）   | 宮古島平良     | 死亡                         |
| 狩俣仁屋   | 不詳   | 從內（頭隨行）   | 宮古島平良     | 死亡                         |
| 砂川仁屋   | 不詳   | 從內（頭隨行）   | 宮古島下地村   | 死亡                         |
| 松川仁屋   | 不詳   | 從內（頭隨行）   | 宮古島平良     | 死亡                         |
| 高江洲仁屋 | 不詳   | 從內（目差隨行） | 宮古島平良     | 死亡                         |
| 奧平仁屋   | 不詳   | 從內（目差隨行） | 宮古島平良     | 死亡                         |
| 新城朝憲   | 向姓   | 便乘者           | 首里           | 死亡                         |
| 宮城元隆   | 鄂姓   | 便乘者           | 首里           | 死亡                         |
| 田場龜     | 無     | 便乘者           | 首里           | 死亡                         |
| 新垣某     | 無     | 便乘者           | 首里           | 死亡                         |
| 仲松某     | 無     | 便乘者           | 首里           | 死亡                         |
| 伊波寬行   | 喻姓   | 便乘者           | 那霸           | 死亡                         |
| 松田龜     | 無     | 便乘者           | 那霸           | 死亡                         |
| 新垣仁王   | 不詳   | 便乘者           | 那霸           | 死亡                         |
| 中村渠龜   | 無     | 便乘者           | 那霸           | 死亡                         |
| 伊集龜     | 無     | 便乘者           | 中頭           | 死亡                         |
| 仲宗根松   | 無     | 便乘者           | 國頭今歸仁村   | 死亡                         |
| 島袋次良   | 無     | 便乘者（商人）   | 首里           | 生還                         |
| 島袋龜     | 無     | 便乘者（商人）   | 首里           | 生還，大正時代講述當時的經過 |
| 謝花次良   | 無     | 不詳             | 首里           | 生還                         |
| 仲本加奈   | 無     | 不詳             | 首里           | 生還                         |
| 渡慶次松   | 無     | 不詳             | 那霸           | 生還                         |
| 島尻與那原 | 無     | 不詳             | 那霸           | 生還                         |
| 座敷某     | 無     | 不詳             | 慶良間         | 生還                         |
| 高江洲松   | 無     | 不詳             | 慶良間         | 生還                         |
| 下地仁屋   | 不詳   | 不詳             | 宮古島         | 生還                         |
| 平良仁屋   | 不詳   | 不詳             | 宮古島         | 生還，以一頭牛交換           |
| 武富仁屋   | 不詳   | 不詳             | 宮古島         | 生還                         |
| 浦崎金     | 無     | 不詳             | 宮古島         | 生還，以五匹布交換           |

## 墓葬
宮古島民被殺之後，死者之無頭遺體合葬在雙溪口，頭顱於排灣族部落中擺祀，牡丹社事件發生後本應照慣例由清朝福州琉球館處理，卻被日方取走由鹿兒島縣交給琉球王府葬於那霸。因此形成身首隔海異地分葬的特殊情況。

### 琉球的「臺灣遭害者之墓」
牡丹社事件後，西鄉從道於撤軍前將本來按照慣例交由福州琉球館處理的其中44名被排灣族人「出草」的死者頭顱帶走，再由鹿兒島縣負責琉球藩官員交給琉球王府，被葬於那霸若狹「上之毛」。至1898年3月，又移葬至波之上護國寺，由當時的沖繩縣知事奈良原繁題上「臺灣遭害者之墓」字樣。

### 臺灣的「琉球藩民墓」
宮古島民被殺之後，死者之無頭遺體本來由鄈天保、楊友旺、林阿九等人合力以一塚合葬十餘人方式合葬在雙溪口。其中44名死者的頭顱則在排灣族部落中擺祀。牡丹社事件發生後，日方於撤軍前夕向沈葆楨提出把被原住民殺害之「日本人」建墓改葬於車城統埔，以便死者親友拜祭，沈葆楨以為是把牡丹社事件的陣亡日軍改葬，就答應要求。後來才得知日方是把遇害的宮古島民當作日本國民改葬，將本來位於雙溪口河旁的54名琉球民墓改建葬在車城統埔，並立石碑，碑文上刻有「大日本琉球藩民五十四名墓」之大字，以表示琉球屬於日本，也是日本人第一塊在台灣所立之碑。西鄉從道又囑咐林阿九家族代為管理祭祀，每年給付年金。
臺灣日治時期的1925年（大正14年），事件生還者之一島袋龜到台灣發起琉球藩民墓整修運動，並出版《牡丹社遭難民墓碑改修報告書》。翌年該墓開始整修，刻上死難者名單，於1927年完工。1978年9月，沖繩史家又吉盛清到台灣，並於次年分別於日本本土、琉球、臺灣三地推動「臺灣遭害者之墓」與「琉球藩民墓」改修工作。1981年在屏東縣政府、車城鄉公所同意下進行改修工程，次年3月完工，墓碑上的「大日本」三字被刪去，至2000年復原。

## 近年臺琉雙方與事件相關的交流活動
1997年1月，宮古商工會議所一行人到南臺灣觀光旅行之際，參拜位於當地的宮古島死難者墓，同年4月再次參拜。
2004年11月，琉球與日本學者到牡丹鄉牡丹水庫舉辦事件回顧「牡丹社事件一百三十年歷史與回顧國際學術研討會」。
2005年6月，臺湾方面就当年殺害海難琉球人之事向琉球道歉，牡丹鄉鄉長林傑西率團前往琉球與宮古島民後代會面，尋求和解，訪問團發言人華阿財承認當年族人殺害宮古島人為錯誤，並對此感到遺憾。而當年死者之一仲宗根玄安之後人仲宗根玄治表示排灣族人承認當年之錯誤非常有勇氣，令他非常敬佩、感動。同年8月，又吉盛清以沖繩大學教授身份與其他師生共23人前往牡丹鄉參加文化交流，他表示希望今後「牡丹和琉球」的文化交流可以繼續，雙方友誼長存。
2005年11月，在文建會（今中華民國文化部）舉行「140年歷史與還原國際學術研討會」， 當年被害者、殺害者、協助救援者的三方後代齊聚一堂謀和解。
2007年12月，牡丹鄉贈送牡丹社事件「愛與和平」紀念碑予宮古島市，紀念碑石基上，有雙方共飲連杯酒的石像，象徵彼此愛與和平永存。
2011年適逢八瑤灣事件發生「140週年」，該年11月25日，被害者野原茶武後裔野原耕榮、高士佛社頭目後裔華阿財、以及楊友旺後裔楊信德，在國立臺北教育大學副教授楊孟哲的安排下聚首一堂，一同參與在車城琉球人葬墓地舉辦的慰靈祭。他們亦有出席文建會、屏東縣政府指導，台灣巴魯巴文化藝術協會、台灣研究基金會主辦，於25、26日在屏東國立海洋生物博物館舉行的「一八七一年八瑤灣琉球人事件」國際學術研討會。

## 相關作品
- 巴代：《暗礁》（台北：印刻，2015）

## 外部連結
- （日語）大日本琉球藩民五四名墓
- （中文）統埔琉球民墓(琉球藩民墓) （页面存档备份，存于）
- （中文）排灣族與牡丹社事件, 臺灣原住民族文化資識網
- （日語）台湾から宮古島に謝罪に訪問、2007年に和解 （页面存档备份，存于）